# سانت ميشيل دى مارين
سانت ميشيل دى مارين هي بلدة تقع في إقليم سافوا، أوفيرن-رون ألب في جنوب شرق فرنسا.